# مستعر مفرط العظمة

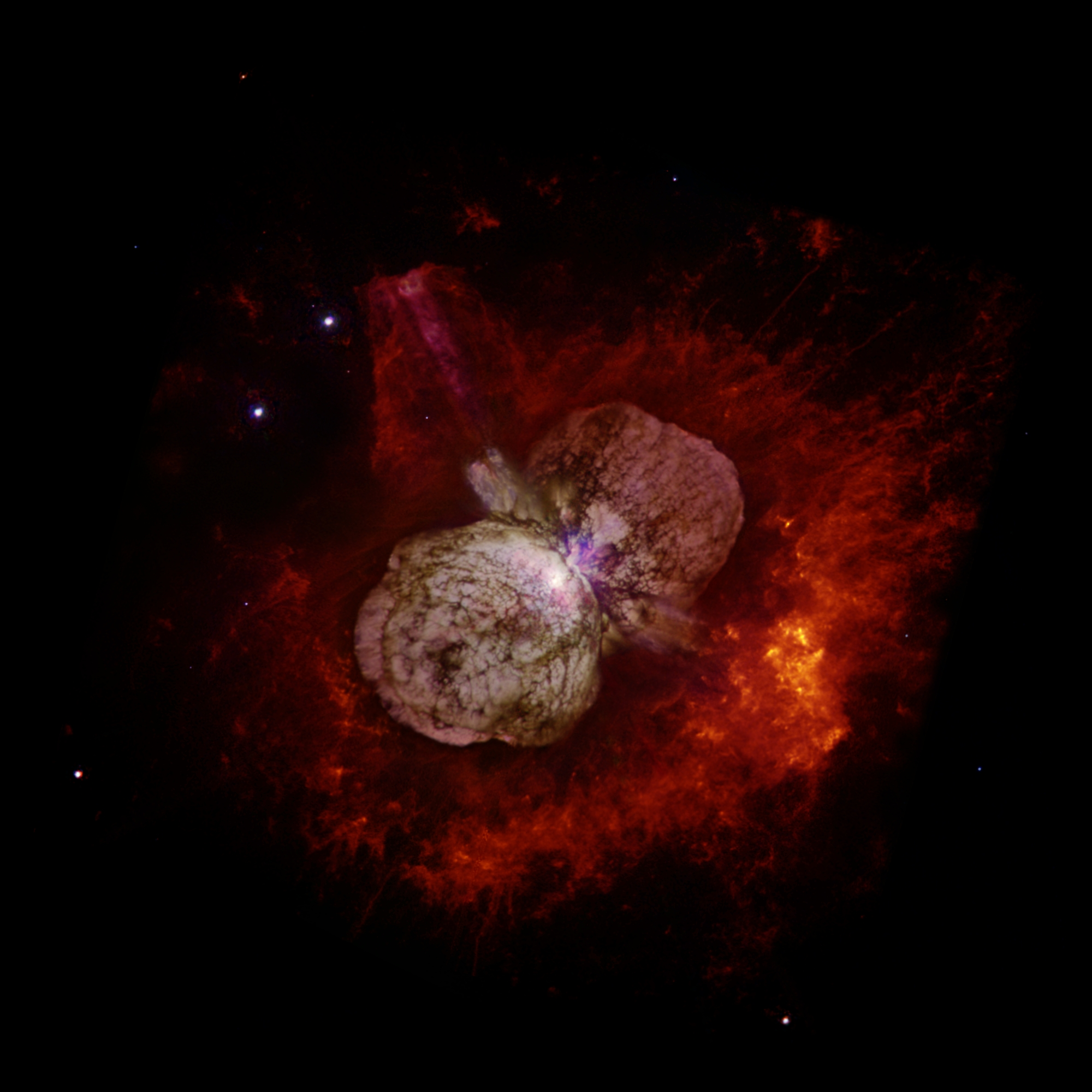
إيتا الجؤجؤ Eta Carina هو واحد من نجوم كوكبة الجؤجؤ، ومن المحتمل أن يتحول مستقبلا إلى مستعر مفرط العظمة، ولكنه لن يؤثر علينا لأنه بعيد جدا عنا (8,000 سنة ضوئية تقريباً).

المستعر المفرط العظمة أو المستعر المفرط (بالإنجليزية: Hypernova)‏ هو نجم كبير الحجم ينهار في نهاية عمره بسبب الضغط على نواته في انفجار قوي للغاية، وهو مستعر أعظم يحدث عند نهاية عمر نجم من نجوم مفرطة العملقة (كتلتها أكبر من 100 كتلة شمسية). حتى عام 1990م، كان هناك فرضية سائدة بأن المستعر المفرط العظمة هو بداية لانفجار أشعة غاما، لكن الآن أصبح مدلول مصطلح المستعر المفرط العظمة هو انفجار مستعر أعظم لنجم مفرط العملقة تتراوح كتلته بين 100 و150 كتلة شمسية. إن قوة انفجار المستعر المفرط العظمة هائلة لدرجة أن انفجار نجم قريب من الأرض (على بُعد بضعة سنوات ضوئية) سوف يسبب اختفاء العديد من أشكال الحياة عليها، لكن لم تكتشف نجوم من أحجام المستعرات المفرطة العظمة قريبة من الأرض. بعض العلماء يظنون أن انفجار مستعر المفرط العظمة هو الذي أدّى إلى الانقراض الكبير في العصر الأردوفيسي قبل 440 مليون سنة (وهو واحد من خمس موجات انقراض كبرى في تاريخ الأرض) لكن لا يوجد دليل على ذلك.

## مواصفاته
خلال انفجار المستعر المفرط العظمة يتقلص قلب النجم فجأة مكونا ثقبًا أسودًا. وتنطلق من قطبيه بلازما بسرعات فائقة في هيئة نافورتين تتحرك فيهما الجسيمات بسرعات تقترب من سرعة الضوء . وينطلق من النفاثتين أيضا أشعة غاما عالية الطاقة. وإذا كان اتجاه أحد النفاثتين في اتجاه الأرض فيمكن أن تُشاهد في صورة انفجار أشعة غاما .

## خطر على الأرض
يعتقد بعض العلماء أن النجم العملاق إيتا الجؤجؤ التابع لمجرتنا مجرة درب التبانة قد يكون مرشحا للانفجار خلال 20.000 سنة القادمة في هيئة مستعر مفرط العظمة. فالنجوم ذات الكتلة الهائلة تستهلك وقودها بطريقة أسرع كثيرا عن النجوم الصغيرة مثل شمسنا . ولذلك يقدر عمر النجوم العملاقة نحو عدة ملايين من السنين فقط بالمقارنة بالشمس مثلا والتي يقدر عمرها الكلي بنحو 10 مليارات سنة.
وبالنسبة للتهديد الحياة على الأرض من خلال انفجار أشعة غاما تدعي إحدى النظريات أن كارثة موت للحياة على الأرض حدثت قبل نحو 440 مليون سنة قد حدثت بانفجار أشعة غاما كان موجها في اتجاه الأرض.

## مشاهدات
من المحتمل أن انفجار أشعة غاما 080319ب الذي حدث يوم 19 مارس 2008 كان في أعقاب انفجار مستعر مفرط العظمة على بعد 5و7 مليار سنة ضوئية من الأرض. وقدّر القدر الظاهري لوهجه المتعقب نحو 7و5 وكان بذلك أبعد الأجرام السماوية التي أمكن مشاهدته بالعين المجردة. وقُدّر أشد تسجيل لأشعة غاما المصاحبة لسلسلة توهجه المتعقب بالقدر المطلق −36 (
نحو 3·1016 شمس) فكان أشد تألق في السماء يراه الإنسان الحديث .